# جيمس ستيوارت (لاعب كرة قدم بريطاني)
جيمس ستيوارت (بالإنجليزية: James Stewart)‏ هو لاعب كرة قدم بريطاني (وحمل سابقاً جنسية المملكة المتحدة لبريطانيا العظمى وأيرلندا) في مركز مهاجم داخلي، ولد في 15 يناير 1883 في غيتسهيد في المملكة المتحدة، وتوفي في 23 مايو 1957. شارك مع منتخب إنجلترا لكرة القدم. أما مع النوادي، فقد لعب مع شيفيلد وينزداي ونادي رينجرز ونيوكاسل يونايتد ونادي  شيلدز الشمالية ‏.

## وصلات خارجية
- جيمس ستيوارت على موقع ناشيونال فوتبول تيمز (الإنجليزية)